# Сван, Гунде
А́ндерс Гу́нде Сван (швед. Anders Gunde Svan; род. 12 января 1962 года, Ерна, Коппарберг) — шведский лыжник, 4-кратный олимпийский чемпион, 7-кратный чемпион мира, 5-кратный обладатель Кубка мира в общем зачёте.

## Достижения
- 4-кратный олимпийский чемпион (1984 — в гонке на 15 км и эстафете 4 × 10 км, 1988 — в гонке на 50 км и эстафете), 2-кратный призёр Олимпийских игр 1984 в гонке на 50 км (серебро) и 30 км (бронза),
- 7-кратный чемпион мира,
- 5-кратный обладатель Кубка мира,
- первым применил технику конькового хода на соревнованиях[1].

## Биография

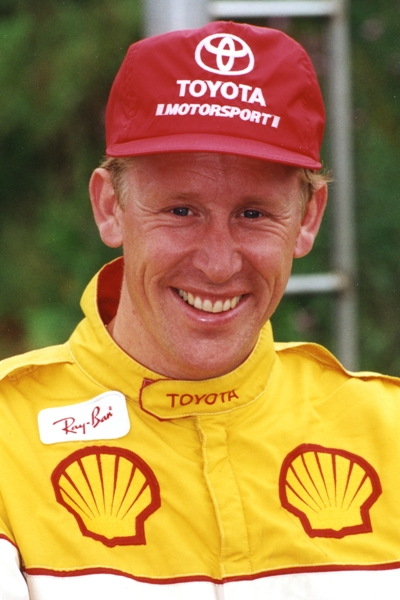
Гунде Сван в 1994 году во время своей карьеры в ралли

До 2018 года Гунде Сван являлся самым молодым в истории Олимпийских игр чемпионом по лыжным гонкам — 13 февраля 1984 года в день гонки на 15 км на Олимпиаде в Сараево Свану было 22 года, 1 месяц и 1 день. В феврале 2018 года его результат превзошёл норвежец Йоханнес Клебо, победивший в спринте в возрасте 21 года, 3 месяцев и 22 дней.
Достаточно неожиданно завершив карьеру лыжника в 1991 году в возрасте 29 лет, профессионально занялся ралликроссом, где стал чемпионом Швеции и бронзовым призёром чемпионата Европы. В 1996 году ушёл из ралли.
Женат на бывшей шведской лыжнице Марии Юханссон (род. 1963), участнице Олимпийских игр 1988 года в Калгари (21-е место на 5 км). Их дочь Юлия (род. 1993) — чемпионка мира по лыжным гонкам среди юниоров 2013 года в эстафете, завершила спортивную карьеру в 2017 году. Сын Ферри (род. 1996) успешно выступает на мировом уровне в соревнованиях лесорубов.
Гунде Сван снимался в рекламе, был ведущим шведской версии телеигры «Форт Бойяр», игрового телешоу Bingolotto. В 2018 году вместе с Жанетт Карлссон занял третье место в шведской версии шоу «Танцы со звёздами» (англ. Let's Dance 2018).

## Результаты Гунде Свана на Кубке мира
| Сезон   | Место | Очки |
| ------- | ----- | ---- |
| 1981/82 | 57    | 8    |
| 1982/83 | 2     | 116  |
| 1983/84 | 1     | 145  |
| 1984/85 | 1     | 152  |
| 1985/86 | 1     | 145  |
| 1986/87 | 3     | 83   |
| 1987/88 | 1     | 109  |
| 1988/89 | 1     | 170  |
| 1989/90 | 2     | 144  |
| 1990/91 | 8     | 65   |